# قانون المساعدة على الإنجاب البشري
قانون الأنجاب المساعد البشري : هو قانون صادر عن البرلمان الكندي. الغرض منه لتنظيم مساعدة التكاثر البشري والبحوث المتعلقة به.وهو واحد من أكثر اجزاء التشريعات الشاملة في العالم بشأن تكنلوجيا التكاثر والابحاث المتعلقة بها.قدم ومرر في عام 2004 وكان حيز التنفيذ في عام 2007 .
وكان المقصود من القانون تزويد الكنديين بنظام الترخيص، والمراقبة، وتفتيش، وتنفيذ الانشطة المتعلقة بمساعدة التكاثر البشربهدف حماية وتعزيز صحة وامان وقيم الكنديين.القانون يحدد الانشطة المحضورة وبالإضافة إلى الانشطة الخاضعة للرقابة، وهي انشطة مساعدة التكاثر البشري التي يمكن تنفيذها في كندا ولكنها تحتاج إلى ترخيص والالتزام بالتعليمات.ومع ذلك قضية المحكمة العليا لعام 2010 والتي قضت بان اجزاء معينة من القانون تعدت السلطة التشريعات للحكومية الفدرالية، وهذا يعني ان نطاق الإطار التنظيمي للقانون تم تقليله بشكل مؤثر.

## الصلاحية الدستورية
في 22/12/2010 المحكمة العليا في كندا اعلنت ان بعض اجزاء قانون الأنجاب المساعد البشري غير دستورية.تم الحكم بأن الاجزاء المدرجة ادناه تعدت السلطة التشريعية للبرلمان الكندي حسب القانون 1867 .
- 10,11,13: بعض الاحكام المتعلقة بالانشطة الخاضعة للرقابة.
- 14-18: بعض الاحكام النتعلقة بالخصوصية والوصول إلى المعلومات.
- 40(2), 40(3), 40(3.1), 40(4), 40(5), 44(2), 44(3): بعض الاحكام المتعلقة بالإدارة.[2]

  = حيز التنفيذ 22/4/2004
  = حيز التنفيذ 12/1/2006
  = 1/12/2007
  = غير دستورية
  = لم تدخل حيز التنفيذ حتى 2/2012
| الأجزاء                                | الوضع الحالي |
| -------------------------------------- | ------------ |
| 1-7                                    |              |
| 8                                      |              |
| 9                                      |              |
| 10-11                                  |              |
| 12                                     |              |
| 13-18                                  |              |
| 19                                     |              |
| 20                                     |              |
| 21-23                                  |              |
| 24 (بإستثناء (أ), (هـ) و (ح) من 24(1)) |              |
| (أ), (هـ) و (ح) من 24(1)               |              |
| 25-39                                  |              |
| 40 - الجزء الفرعي (1), (6) و (7)       |              |
| 40 - باقي الأجزاء                      |              |
| 41-43                                  |              |
| 44 - الجزء الفرعي (1) و (4)            |              |
| 44 - باقي الأجزاء                      |              |
| 45-59                                  |              |
| 60-71                                  |              |
| 72                                     |              |
| 73                                     |              |
| 74                                     |              |
| 75                                     |              |
| 76                                     |              |
| 77                                     |              |
| 78                                     |              |

## المحتوى

### الانشطة المحظورة
الانشطة المحظورة المعرفة في الاجزاء من5 إلى 9 للقانون هي أنشطة مساعدة التكاثر البشري التي حدد البرلمان بانها غير مقبولة اخلاقيا أو الغير متوافقة مع القيم الكندية، أو التي تشكل خطر كبير على صحة وامان وقيم الكنديين.هذه الانشطة غير مسموح بها في كندا. والحضر يتضمن:
- خلق جنين في المختبر لاغراض لغرض غير خلق انسان أو تحسين أو اعطاء تعليمات لاجراءات الانجاب المساعد.
- الاستنساخ البشري.
- الاختيار المسبق أو زيادة احتمالية تحديد نوع الجنين (باستثناء حالة جينية متعلقة بالجنس).
- زراعة حيوان منوي أو بويضة أو جنين لكائن غير بشري في الإنسان، أو استخدام حيوان منوي أو بويضة أو جنين مخبري تمت زراعته في كائن غير بشري لخلق انسان.
- خلق هجين بهدف التناسل أو زراعة هجين في كائن بشري أو غير بشري.
- خلق كايميرا (كائن وهمي) لاي غرض، أو زراعة الكايميرا في كائن بشري أو غير بشري.
- استخدام الجاميتات أو الاجنة المخبرية بدون موافقة المانح لهذه الجاميتات.
- الحصول على جاميتات من شخص عمره اقل من 18 عام (باستثناء للاستخام الخاص لاغراض الحفظ).
- الدفع أو عروض الدفع أو اعلانات الدفع للحيوانات المنوية أو البويضات أو الاجنة المخبرية من المانحين أو لخدمات الامهات البديلات (تتضمن الدفع لطرف ثالث لترتيب خدمات الام البديلة).

هذا الحظر الاخير يمنع «تسويق» التكاثر البشري في كندا.بينما يسمح القانون حاليا للمانحين والامهات البدائل لكي يتم تعويظهم عن النفقات المشروعة.صحة كندا تطور تعليمات محددة تعليمات محددة حول ما يحدد النفقات الشرعية.

### الانشطة الخاضعة للرقابة
الانشطة الخاضعة للرقابة المنصوص عليها في الاجزاء من 10 إلى 12 للقانون هي انشطة الانجاب المساعد البشري المصرح بها إذا نفذت وفق لتعليمات وعن طريق العيادات المرخصة أو مباني الافراد المرخصة. على اية حال، الجزء 10 والذي تناول «استخدام المواد التكاثر البشري» والجزء 11 والذي تناول الجينات المعدلة وراثية تم الحكم عليهم بانهم تجاوزو الحدود.الجزء 12 الذي يعالج «تعويض النفقات» لخدامت تزويد الجاميتات وتأجير الارحام، دخل النطاق لكنه لم يدخل حيز التنفيذ.

## وصلات خارجية
- Assisted Human Reproductive Act (Full text)
- Frequently Asked Questions about the Assisted Human Reproductive Act, Government of Canada